# Museo civico Palazzo Fogazzaro
Il museo civico Palazzo Fogazzaro è il museo civico di Schio, collocato nell'omonimo palazzo. È stato istituito il 27 gennaio 2021 ufficializzando l'attività espositiva che vi si svolgeva dal 2005.

## Sede
Palazzo Fogazzaro sorge su via Fratelli Pasini, anticamente chiamata contrà Oltreponte o delle Monache, nel centro storico di Schio. Venne fatto costruire nel 1810 da Mariano Fogazzaro (bisnonno di Antonio) su disegno dell'architetto Carlo Barrera, che progettò un edificio di impianto palladiano con portico e loggia sovrapposta.  
Acquistato dal Comune di Schio nel 1948 e sottoposto nel 1960 ad un primo restauro, ha ospitato vari istituti di istruzione superiore. 
Dopo i lavori di restauro degli anni 2002–2003 il palazzo è stato dedicato alle esposizioni temporanee e a sede della Collezione Civica, infine dal 2021 è diventato museo civico.

## Storia
Principale promotore della creazione di un museo civico a Schio fu lo studioso e collezionista Guido Cibin. Nel 1912 fondò il museo civico cittadino, e ne divenne il conservatore. Il museo era collocato presso le scuole tecniche del castello di Schio e consisteva principalmente in una esposizione archeologica comprendente reperti scavati nel territorio circostante; venne però chiuso in seguito allo scoppio della prima guerra mondiale, e mai più riaperto.
Dagli inizi degli anni duemila palazzo Fogazzaro è divenuto il principale contenitore per gli eventi culturali scledensi, ma solo nel gennaio 2021 è diventato ufficialmente sede museale.
Il museo fa parte della rete Musei Altovicentino.
La collezione del museo si è arricchita nel tempo con vari lasciti e donazioni, tra cui ricordiamo quelli di Giovanni Calendoli, Dino Lanaro, Raul Meel e Alessandra Panciera, oltre che la raccolta numismatica appartenuta a Teopisto Strolin e ha in comodato il Fondo Cibin-Gori comprendente una raccolta archeologica, documenti, manoscritti, carte geografiche, distintivi militari, medaglie e altro.

## Percorso espositivo

### Salone d'entrata e sala affrescata

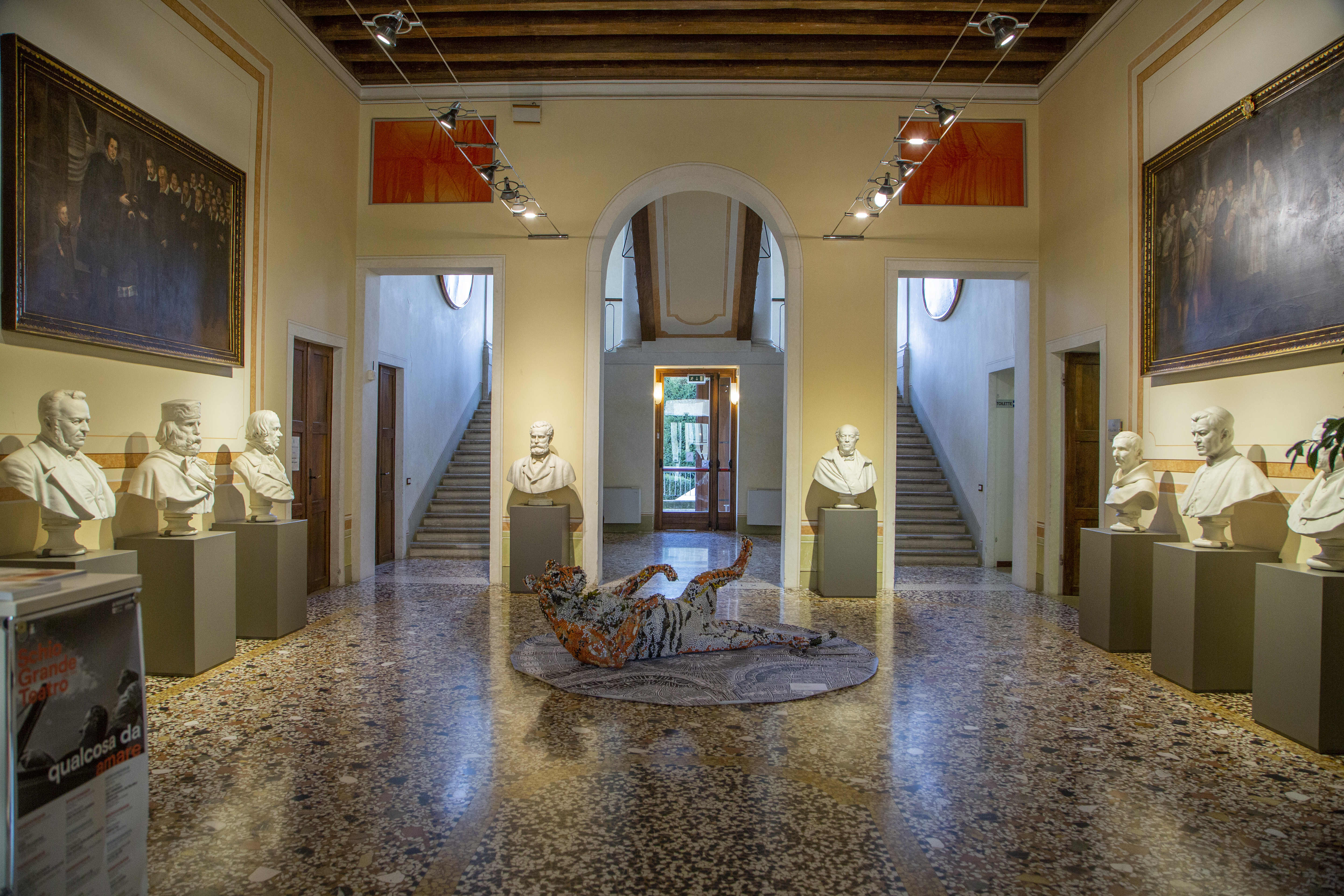
Sala di ingresso del Museo Civico Palazzo Fogazzaro

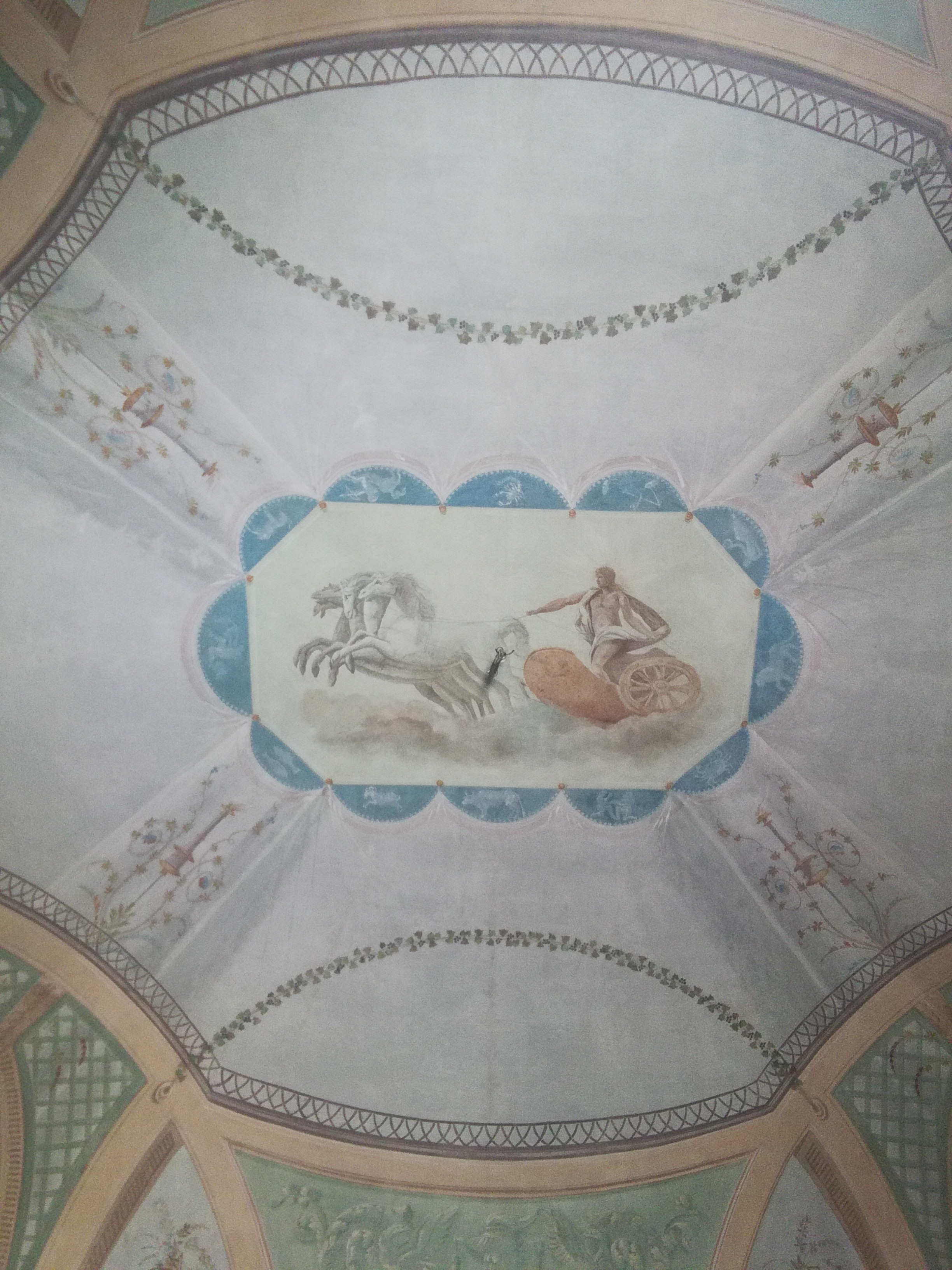
Particolare del soffitto della sala affrescata

Nel salone d'ingresso e nella sala affrescata sono esposti i dodici busti di marmo di Carrara raffiguranti quattro padri della patria, quattro educatori e quattro regnanti di Casa Savoia, commissionati ad artisti diversi (Giulio Monteverde, Vincenzo Vela, Augusto Benvenuti, Carlo Nicoli, Odoardo Tabacchi) per l’Asilo Rossi.
Alle pareti dell'androne i due dipinti superstiti del XVII secolo facenti parte un ciclo che comprendeva cinque tele commissionate a Pietro di Lagni per celebrare i Vicari della Repubblica Serenissima a Schio. A destra Il battesimo di Ruberto Verla e a sinistra La consegna dell’alloro a Gian Galeazzo Thiene.
La sala affrescata conserva le decorazioni originali coeve alla costruzione del palazzo: è decorata a motivi che si rifanno al cosiddetto terzo stile pompeiano, con campiture di colore piatto, incorniciate con colori contrastanti e piccoli paesaggi circolari a mo’ di finestra. Il soffitto è decorato con un finto graticcio, monocromi in verde con grottesche, tralci di vite  e un tendaggio teso dal vento, al centro del quale è raffigurato il sole con il suo carro in corsa.
Nella sala sono conservate: La tessitrice di Antonio Tantardini, opera del 1870 commissionata da Giovanni, figlio di Alessandro Rossi; un nudo di donna a grandezza naturale dello scledense Gaetano Veronese (1934); Allegoria della Fedeltà del 1700 di Louis Dorigny. Altri due ovali dipinti dal Dorigny sono posizionati alle pareti della scala che dà accesso ai piani superiori del palazzo: Allegoria della Eloquenza e Allegoria della Pudicizia. I tre dipinti fanno parte di una serie di dieci originariamente realizzati per il salone da ballo di Ca’ Tron a Venezia.

### Sala Raul Meel
Una sala al pian terreno è riservata alle opere dell'artista estone Raul Meel, che ha donato al Comune di Schio una serie di stampe e una straordinaria collezione di libri d’artista che ripercorrono tutta la sua opera.

## Mostre temporanee

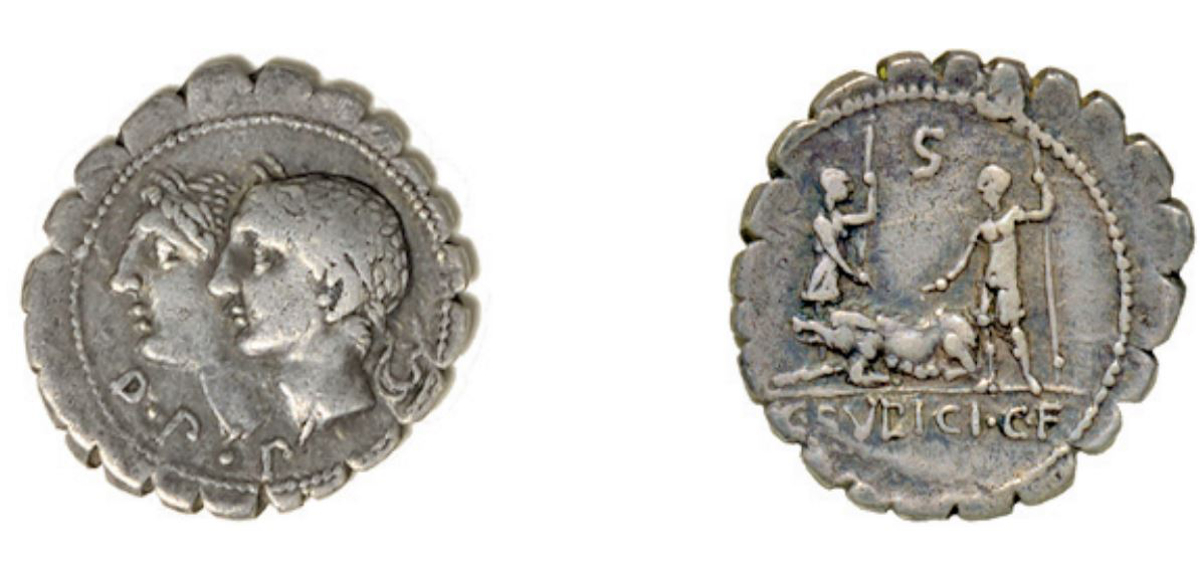
Una moneta della collezione Strolin

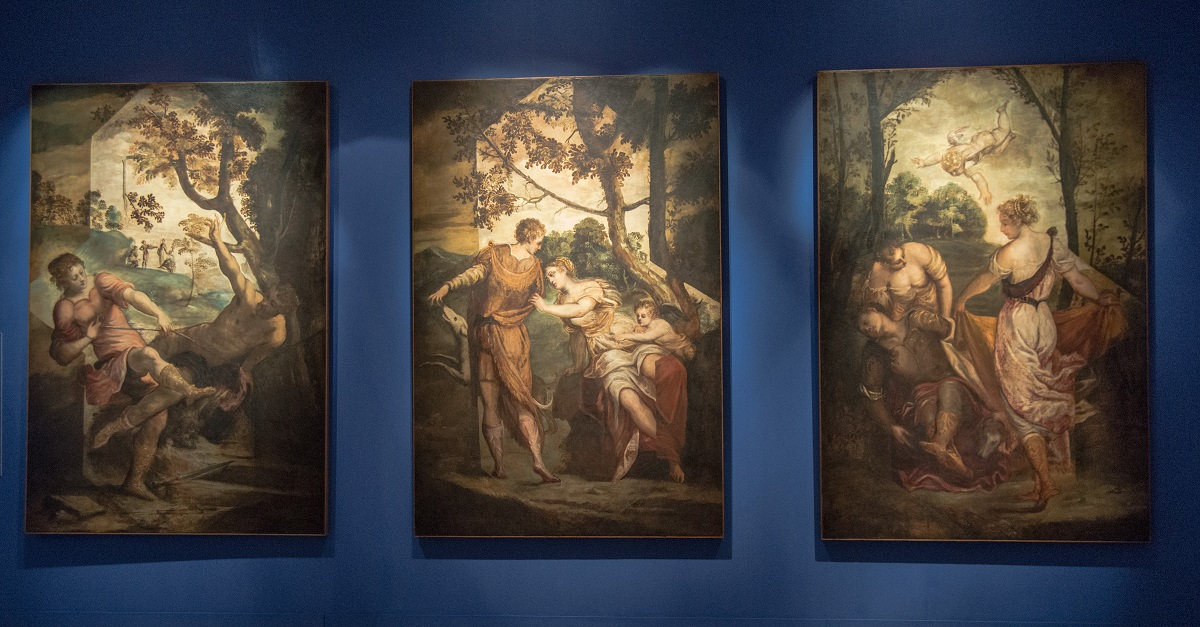
Dipinti di Tintoretto esposti in occasione della mostra su Giovanni Demio del 2018.

Il piano nobile e il secondo sono dedicati alle esposizioni temporanee di arte antica e contemporanea e alla storia del territorio. Ricordiamo le due mostre sui costruttori scledensi di dirigibili: Almerico da Schio (2005) che costruì il primo dirigibile italiano e Nico Piccoli (2011); le retrospettive sugli artisti scledensi: Gaetano Veronese (2012), Alfredo Ortelli (2010 e 2011), Silvio Cavedon (2014), Gino Pellegrini (2016), Alberto Boschetti (2015), Giorgio Scalco (2017), Giovanni Demio (2018); le esposizioni che hanno commemorato il ruolo di Schio durante la Grande Guerra: Le targhe di guerra (2015), La strada delle gallerie ha 100 anni (2017) e Porte del Pasubio 1916-2022 - Dalla città della guerra al Rifugio Papa (2022-2023); le varie edizioni della biennale internazionale Di carta/Papermade (dal 2013); le mostre di valorizzazione della collezione civica, come quella sul lascito numismatico di Teopisto Strolin (2017) e "A decoro di Schio intellettuale e studiosa" (2023), oltre alle personali e collettive di fotografi e artisti contemporanei.

## Progetti
Nel corso del 2024 ed entro il 2026 è previsto un importante lavoro di riorganizzazione delle esposizioni, con particolare attenzione alla fruibilità e accessibilità alla struttura museale. Gli interventi prevedono la realizzazione di una sezione permanente dedicata al dirigibile e al volo ubicata al piano interrato, l'esposizione della Collezione Civica al primo piano e nel sottotetto, in cui troveranno spazio anche i reperti e i documenti della collezione Cibin-Gori. Il piano nobile e il secondo saranno dedicati alle esposizioni temporanee.
In una delle barchesse verrà inoltre allestita la collezione ornitologica Massimino Dalla Riva, considerata una tra le più prestigiose d'Europa. L'investimento complessivo ammonta a 1,3 milioni di euro finanziati con i fondi del PNRR.